# Big Brother 12 (Estados Unidos)
Big Brother 12 é a 12ª temporada da versão americana da série Big Brother. O participantes se mudaram para a casa do Big Brother no dia 03 de julho de 2010 e a temporada estreou em 08 julho de 2010. O programa foi transmitido pela CBS e Showtime 2 por 75 dias, concluindo, em 15 de setembro de 2010, quando Hayden Moss foi coroado o vencedor, com quatro votos do júri. O formato do programa manteve-se praticamente inalterado: um grupo de competidores, conhecido como HouseGuests, são confinados na casa do Big Brother sob a vigilância de câmeras e microfones. Cada semana os HouseGuests vão votar para eliminar um de seus colegas até dois HouseGuests permanecem na noite final. Julie Chen apresenta a estréia da temporada, as eliminações e o final da temporada. O programa inclui 13 participantes. Originalmente, eram 14 participantes, mas uma participantes desistiu voluntariamente durante o período de seqüestro e não foi substituída. O HouseGuests competem para ganhar um prêmio de $ 500.000, com um prêmio $ 50.000 oferecido ao 2º lugar. Um dos HouseGuests, conhecido como o sabotador, tinha o objetivo de perturbar a vida na casa e causar estragos, tanto quanto possível. Annie Whittington, a 1ª sabotadora, não competia pelo grande prêmio, mas poderia ter ganho $ 50.000 dólares se ela completasse cinco semanas de sabotagem na casa, sem ser eliminada. Mas Annie foi eliminada antes das cinco semanas e não ganhou o prêmio de US $ 50.000. No entanto, no dia 34, um novo sabotador, Ragan Fox, foi escolhido pelo público do programa. O Sabotador novo foi instruído a realizar três atos de sabotagem por semana, durante duas semanas e foi dito que se ele sobrevivesse a duas semanas como o sabotador, ele receberia US $ 20.000. Após estas duas semanas, os HouseGuests foram informados que o sabotador foi extinto da casa.

## Produção
Big Brother 12 foi produzido por Endemol e Allison Grodner e Rich Meehan como produtores executivos. Esta temporada do programa foi anunciada em 10 de setembro de 2009, cinco dias antes do final da temporada 11ª temporada.
O casting para o programa começou durante a última semana do Big Brother 11, em que eram pedidos aos candidatos para mandarem fitas de vídeo. As audições começou em 27 de março de 2010, em Los Angeles, Califórnia e continuou por todo o país em várias cidades, incluindo Chicago, Illinois, Washington, Las Vegas e Nevada. Os candidatos escolhidos para ser um dos finalistas foram para Los Angeles, Califórnia, de quais quarenta finalistas foram escolhidos.

## Formato
O formato manteve praticamente inalterado as temporadas anteriores. Os HouseGuests foram confinados na casa do Big Brother, sem nenhum contato com o mundo externo. Cada semana, os HouseGuests participam de vários desafios obrigatórios que determinaram quem irá ganhar comida, luxos e poder na casa. O vencedor da prova do líder (HoH ou líder) era imune das indicações mas deveria indicar dois HouseGuests para o paredão. Depois que um concorrente se tornasse HoH, ele ou ela não poderia participar da prova na semana seguinte, sendo assim impossível um participante ser HoH em duas semanas seguidas.
Os HouseGuests também participam da prova da comida (tem tudo-tem nada). Dependendo de seu desempenho nas competições, alguns participantes podem receber luxo e outros dormirem num quarto sem cama, tomarem banhos frios e comerem comidas básicas.
O vencedor do Poder do Veto (a competição mais importante depois do HoH) ganha o direito de salvar um dos HouseGuests indicados do líder para o paredão. Se o vencedor do veto for um participante que está no paredão, o HoH (líder) em seguida, deve indicar outro participante para o paredão.
Na noite de eliminação todos os HouseGuests exceto o HoH e os dois emparedados votam para eliminar um dos dois emparedados. Antes do início da votação os emparedados tem a oportunidade de mostrar sua defesa para ficar na casa aos HouseGuests.  Este voto é realizado pelos participantes no confessionário (ou quarto do diário). Em caso de empate, o HoH dar seu voto de minerva e elimina um HouseGuest. O candidato com mais votos dos HouseGuests é eliminado da casa e entrevistado por Julie Chen. Um HouseGuests pode voluntariamente deixar a casa em qualquer momento e aqueles que quebram as regras são expulsos pelo Big Brother. Os últimos sete participantes eliminados da temporada, conhecidos como os membros do júri, votam para o vencedor no final da temporada. Os membros do júri são seqüestrados em uma casa separada e não são autorizados a assistir o programa.

## HouseGuests (Participantes)
| Nome              | Idade | Ocupação                       | Estado onde reside         |
| ----------------- | ----- | ------------------------------ | -------------------------- |
| Andrew Gordon     | 39    | Podólogo                       | Flórida                    |
| Annie Whittington | 27    | Bartender                      | Flórida                    |
| Brendon Villegas  | 30    | Professor de natação/Treinador | Califórnia                 |
| Britney Haynes    | 22    | Gerente de hotel               | Arkansas                   |
| Enzo Palumbo      | 32    | Ajustador de seguros           | New Jersey                 |
| Hayden Moss       | 24    | Estudante                      | Arizona                    |
| Kathy Hillis      | 40    | Xerife/Sargento                | Arkansas                   |
| Kristen Bitting   | 24    | Gerente de loja                | Filadélfia, Pensilvânia    |
| Lane Elenburg     | 24    | Vendedor de petrolífera        | Decatur, Texas             |
| Matt Hoffman      | 32    | Web designer                   | Elgin, Illinois            |
| Giuliano Buono    | 24    | Quickscoper                    | Glen Carbon                |
| Rachel Reilly     | 26    | Química/Garçonete              | Nevada                     |
| Ragan Fox         | 34    | Professor universitário        | West Hollywood, Califórnia |

## Histórico de Votação
|                       |                       | Sem 1                              | Sem 2                            | Sem 3                             | Sem 4                              | Sem 5                             | Sem 6                | Sem 6                            | Sem 7                           | Sem 7                              | Sem 8                            | Sem 9                               | Sem 10                             | Sem 10                     | Votos recebidos para eliminar |
| Dia 42                | Dia 48                | Sem 1                              | Sem 2                            | Sem 3                             | Sem 4                              | Sem 5                             | Dia 49               | Dia 55                           | Dia 75                          | Final                              | Sem 8                            | Sem 9                               |                                    |                            | Votos recebidos para eliminar |
| --------------------- | --------------------- | ---------------------------------- | -------------------------------- | --------------------------------- | ---------------------------------- | --------------------------------- | -------------------- | -------------------------------- | ------------------------------- | ---------------------------------- | -------------------------------- | ----------------------------------- | ---------------------------------- | -------------------------- | ----------------------------- |
| Líder da Casa         | Líder da Casa         | Hayden                             | Rachel                           | Matt                              | Rachel                             | Matt                              | Brendon              | Brendon                          | Britney                         | Hayden                             | Lane                             | Hayden                              | Hayden                             | (nenhum)                   |                               |
| Indicações (pré-veto) | Indicações (pré-veto) | Brendon Rachel                     | Britney Monet                    | Andrew Kathy                      | Hayden Kristen                     | Brendon Rachel                    | Lane Ragan           | Lane Matt                        | Brendon Enzo                    | Brendon Ragan                      | Enzo Ragan                       | Britney Lane                        | Enzo Lane                          | (nenhum)                   |                               |
| Vencedor do Veto      | Vencedor do Veto      | Brendon                            | Britney                          | Brendon                           | Britney                            | Britney                           | Ragan                | Matt (Diamante)                  | Brendon                         | Ragan                              | Enzo                             | Hayden                              | (nenhum)                           | (nenhum)                   |                               |
| Indicações (pós-veto) | Indicações (pós-veto) | Annie Rachel                       | Matt Monet                       | Andrew Kathy                      | Hayden Kristen                     | Brendon Rachel                    | Lane Matt            | Kathy Lane                       | Enzo Matt                       | Brendon Britney                    | Hayden Ragan                     | Britney Lane                        | (nenhum)                           | (nenhum)                   |                               |
|                       |                       |                                    |                                  |                                   |                                    |                                   |                      |                                  |                                 |                                    |                                  |                                     |                                    |                            |                               |
| Hayden                | Hayden                | Líder da Casa                      | Monet                            | Andrew                            | Indicado                           | Rachel                            | Eliminação Cancelada | Kathy                            | Matt                            | Líder da Casa                      | Indicado                         | Líder da Casa                       | Enzo                               | Vencedor $500,000          | 1                             |
| Lane                  | Lane                  | Annie                              | Monet                            | Andrew                            | Kristen                            | Rachel                            | Indicado             | Indicado                         | Matt                            | Brendon                            | Líder da Casa                    | Indicado                            | Indicado                           | 2º Lugar $50,000           | 0                             |
| Enzo                  | Enzo                  | Annie                              | Monet                            | Andrew                            | Kristen                            | Rachel                            | Eliminação Cancelada | Kathy                            | Indicado                        | Brendon                            | Ragan                            | Britney                             | Eliminado (Dia 75)                 | Hayden                     | 1                             |
| Britney               | Britney               | Annie                              | Matt                             | Andrew                            | Kristen                            | Rachel                            | Eliminação Cancelada | Kathy                            | Líder da Casa                   | Indicado                           | Ragan                            | Indicado                            | Eliminada (Dia 67)                 | Lane                       | 1                             |
| 2                     | Ragan                 | Annie                              | Monet                            | Andrew                            | Kristen                            | Rachel                            | Eliminação Cancelada | Kathy                            | Matt                            | Brendon                            | Indicado                         | Eliminado (Dia 62)                  | Eliminado (Dia 62)                 | Hayden                     | 2                             |
| Brendon               | Brendon               | Annie                              | Monet                            | Andrew                            | Kristen                            | Indicado                          | Líder da Casa        | Líder da Casa                    | Matt                            | Indicado                           | Eliminado (Dia 55)               | Eliminado (Dia 55)                  | Eliminado (Dia 55)                 | Lane                       | 3                             |
| Matt                  | Matt                  | Annie                              | Indicado                         | Líder da Casa                     | Kristen                            | Líder da Casa                     | Indicado             | Kathy                            | Indicado                        | Eliminado (Dia 55)                 | Eliminado (Dia 55)               | Eliminado (Dia 55)                  | Eliminado (Dia 55)                 | Hayden                     | 6                             |
| Kathy                 | Kathy                 | Annie                              | Matt                             | Indicada                          | Hayden                             | Rachel                            | Eliminação Cancelada | Indicada                         | Eliminada (Dia 48)              | Eliminada (Dia 48)                 | Eliminada (Dia 48)               | Eliminada (Dia 48)                  | Eliminada (Dia 48)                 | Hayden                     | 5                             |
| Rachel                | Rachel                | Indicada                           | Líder da Casa                    | Andrew                            | Líder da Casa                      | Indicada                          | Convidada (Day 43)   | Eliminada (Dia 41)               | Eliminada (Dia 41)              | Eliminada (Dia 41)                 | Eliminada (Dia 41)               | Eliminada (Dia 41)                  | Eliminada (Dia 41)                 | Lane                       | 6                             |
| Kristen               | Kristen               | Annie                              | Monet                            | Andrew                            | Indicada                           | Eliminada (Dia 34)                | Eliminada (Dia 34)   | Eliminada (Dia 34)               | Eliminada (Dia 34)              | Eliminada (Dia 34)                 | Eliminada (Dia 34)               | Eliminada (Dia 34)                  | Eliminada (Dia 34)                 | Eliminada (Dia 34)         | 6                             |
| Andrew                | Andrew                | Annie                              | Monet                            | Indicado                          | Eliminado (Dia 27)                 | Eliminado (Dia 27)                | Eliminado (Dia 27)   | Eliminado (Dia 27)               | Eliminado (Dia 27)              | Eliminado (Dia 27)                 | Eliminado (Dia 27)               | Eliminado (Dia 27)                  | Eliminado (Dia 27)                 | Eliminado (Dia 27)         | 8                             |
| Monet                 | Monet                 | Annie                              | Indicada                         | Eliminada (Dia 20)                | Eliminada (Dia 20)                 | Eliminada (Dia 20)                | Eliminada (Dia 20)   | Eliminada (Dia 20)               | Eliminada (Dia 20)              | Eliminada (Dia 20)                 | Eliminada (Dia 20)               | Eliminada (Dia 20)                  | Eliminada (Dia 20)                 | Eliminada (Dia 20)         | 7                             |
| 1                     | Annie                 | Indicada                           | Eliminada (Dia 13)               | Eliminada (Dia 13)                | Eliminada (Dia 13)                 | Eliminada (Dia 13)                | Eliminada (Dia 13)   | Eliminada (Dia 13)               | Eliminada (Dia 13)              | Eliminada (Dia 13)                 | Eliminada (Dia 13)               | Eliminada (Dia 13)                  | Eliminada (Dia 13)                 | Eliminada (Dia 13)         | 10                            |
|                       |                       |                                    |                                  |                                   |                                    |                                   |                      |                                  |                                 |                                    |                                  |                                     |                                    |                            |                               |
| Notas                 | Notas                 | 1, 2                               | (nenhuma)                        | (nenhuma)                         | 3                                  | 4, 5                              | 6, 7, 8, 9           | 6, 7, 8, 9                       | 10                              | 10                                 | 11                               | (nenhuma)                           | (nenhuma)                          | 13                         |                               |
| Tem Nada              | Tem Nada              | Kathy, Matt, Rachel, Ragan         | Brendon, Britney, Enzo, Monet    | Andrew, Brendon, Enzo, Ragan      | nenhum                             | Kathy                             | Britney, Matt, Ragan | Britney, Matt, Ragan             | Brendon, Enzo, Hayden           | Brendon, Enzo, Hayden              | nenhum                           | nenhum                              | nenhum                             | nenhum                     |                               |
| Eliminados            | Eliminados            | Annie 10 de 10 votos para eliminar | Monet 7 de 9 votos para eliminar | Andrew 8 de 8 votos para eliminar | Kristen 6 de 7 votes para eliminar | Rachel 6 de 6 votos para eliminar | Eliminação cancelada | Kathy 5 de 5 votos para eliminar | Matt 4 de 4 votos para eliminar | Brendon 3 de 3 votos para eliminar | Ragan 2 de 2 votos para eliminar | Britney Enzo escolheu para eliminar | Enzo Hayden escolheu para eliminar | Lane 3 votos para vencer   |                               |
| Eliminados            | Eliminados            | Annie 10 de 10 votos para eliminar | Monet 7 de 9 votos para eliminar | Andrew 8 de 8 votos para eliminar | Kristen 6 de 7 votes para eliminar | Rachel 6 de 6 votos para eliminar | Eliminação cancelada | Kathy 5 de 5 votos para eliminar | Matt 4 de 4 votos para eliminar | Brendon 3 de 3 votos para eliminar | Ragan 2 de 2 votos para eliminar | Britney Enzo escolheu para eliminar | Enzo Hayden escolheu para eliminar | Hayden 4 votos para vencer |                               |